# Compressidentalium subcurvatum
Compressidentalium subcurvatum är en blötdjursart som först beskrevs av E.A. Smith 1906.  Compressidentalium subcurvatum ingår i släktet Compressidentalium och familjen Dentaliidae. Inga underarter finns listade i Catalogue of Life.